# Josefina
Josefina ist eine philippinische Stadtgemeinde in der Provinz Zamboanga del Sur. Sie hat 11.799 Einwohner (Zensus 1. August 2015).

## Baranggays
Josefina ist administrativ in 14 Baranggays unterteilt:
- Bogo Calabat
- Dawa (Diwa)
- Ebarle
- Gumahan (Pob.)
- Leonardo
- Litapan
- Lower Bagong Tudela
- Mansanas
- Moradji
- Nemeño
- Nopulan
- Sebukang
- Tagaytay Hill
- Upper Bagong Tudela (Pob.)